# Iname
Iname (nep. इनामे) – gaun wikas samiti we wschodniej części Nepalu w strefie Sagarmatha w dystrykcie Udayapur. Według nepalskiego spisu powszechnego z 2001 roku liczył on 529 gospodarstw domowych i 3234 mieszkańców (1693 kobiet i 1541 mężczyzn).